# Euthalia monbeigi
Euthalia monbeigi är en fjärilsart som beskrevs av Charles Oberthür 1907. Euthalia monbeigi ingår i släktet Euthalia och familjen praktfjärilar. Inga underarter finns listade i Catalogue of Life.